# Erich Deutsch
Erich Deutsch (* 25. August 1899 in Charlottenburg bei Berlin; † 30. November 1969 in Hennef (Sieg)) war ein deutscher Politiker der SPD.

## Leben
Erich Deutsch besuchte eine Volksschule und machte eine kaufmännische Lehre. Bereits 1913 trat er einer Gewerkschaft und 1917 der Unabhängigen Sozialdemokratischen Partei Deutschlands (USPD) bei. Er wurde Baukaufmann und besuchte anschließend eine Fortbildungsschule. Im Ersten Weltkrieg wurde er 1917 eingezogen. Während der Novemberrevolution war Deutsch Mitglied eines Arbeiter- und Soldatenrats. 1919 wechselte er zur SPD, wo er auch Funktionär in Frankfurt (Oder) war. Dort war er im Zentralverband der Angestellten aktiv. 1923 wurde er Angestellter im Hauptvorstand des Bundes technischer Angestellter und Beamten (BUTAB). Im folgenden Jahr wechselte er zum Dietz-Verlag in Berlin, dort war er auch Organisator des Bücherkreises. Mit der Machtergreifung der Nationalsozialisten 1933 wurde Deutsch zunächst arbeitslos, ab 1936 war er Buchhalter.
Nach dem Zweiten Weltkrieg war Deutsch technischer Kaufmann und wurde Vorsitzender der SPD des Bezirks Treptow. Der Treptower Bezirksbürgermeister Erwin Bennewitz schied im Januar 1947 aus der Stadtverordnetenversammlung von Groß-Berlin aus, so konnte Deutsch im Parlament nachrücken. Auch bei den folgenden Wahlen 1948 und 1950 wurde er wieder gewählt. 1954 schied er aus dem Parlament aus.